# Matt Wilson (zanger)
Matthew Robert 'Matt' Wilson (Hennepin County, 28 maart 1963) is een Amerikaanse rocksinger-songwriter, het meest bekend als de frontman van de band Trip Shakespeare.

## Biografie
Terwijl Wilson een Engelse concentrator was op de Harvard University, ontmoette hij John Munson en Elaine Harris en formeerde hij de band Trip Shakespeare. Na het uiteenvallen was hij drummer voor de band Polara uit Minneapolis. Hij produceerde ook albums voor Steel Shank, Magnet, The Wonsers en Velma. In 1998 bracht hij het album Burnt, White and Blue uit bij zijn eigen label Planet Maker Records.
Hij had een online project genaamd Main Output op MattWilson.com (dat nu eigendom is van een andere Matt Wilson), waar hij nummers in uitvoering plaatste (zoals The Follidaze of Highland Heights, Raking Service en Troublemaker) en grappige fototijdschriften, maar uiteindelijk liet hij het achter zich.
Van 2001 tot 2005 traden Wilson en John Munson op als The Flops, hernoemd tot The Twilight Hours in 2008. Wilsons broer Dan Wilson werd later medeoprichter van de band Semisonic.
Wilson heeft opgetreden als Matt Wilson and His Orchestra en als lid van The Twilight Hours.